# Rashied Ali

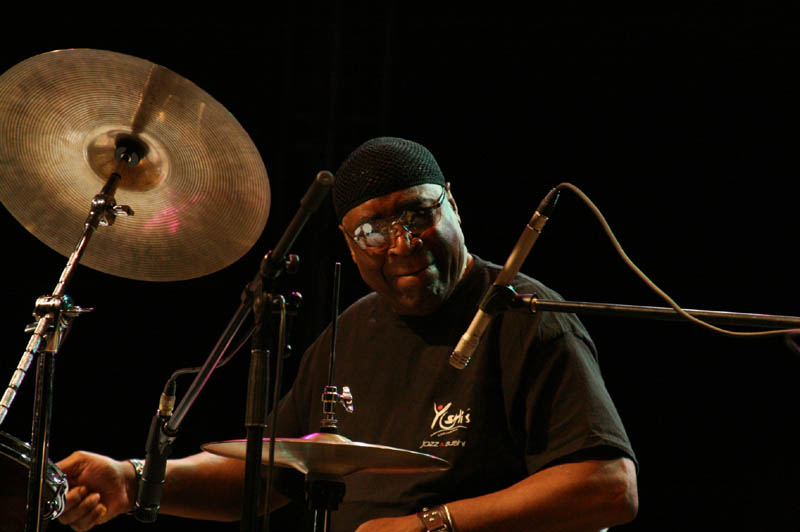
Rashied Ali

Rashied Ali (* 1. Juli 1933 in Philadelphia, Pennsylvania als Robert Patterson; † 12. August 2009 in New York City) war ein US-amerikanischer Free-Jazz- und Avantgarde-Jazz-Schlagzeuger.

## Leben und Wirken
Ali stammt aus einer Musikerfamilie: Seine Mutter sang einmal bei Jimmie Lunceford; sein jüngerer Bruder Muhammad Ali ist ebenfalls als Schlagzeuger tätig; sein ältester Sohn ist der Bassgitarrist Amin Ali. Er erhielt eine Musikausbildung an der Granoff School und spielte mit Bands der US-Armee während des Koreakriegs. Zurück in Philadelphia arbeitete er mit lokalen Bands, begleitete aber auch Big Maybelle und Jimmy Smith. 1963 zog er nach New York City, wo er besonders durch seine Arbeit mit John Coltrane bekannt wurde, den er aus der Nachbarschaft in Philadelphia kannte. Er sollte ursprünglich auf dem Album Ascension neben Elvin Jones spielen, war dann erstmals neben Jones auf Meditations (aufgenommen im November 1965) zu hören . Ali legte erstmals ein frei pulsierendes Spiel unter die Musik des Coltrane-Quartetts. Im Februar 1967 entstand das Duoalbum Interstellar Space. Ali ist nach dem unzeitigen Tod Coltranes weiter mit Alice Coltrane aufgetreten. 
In den 1970er Jahren eröffnete er einen Jazzclub, Ali's Alley und das Label Survival Records, das seine Zusammenarbeit mit Leroy Jenkins und mit James Blood Ulmer dokumentierte. Später hat er auch mit Sonny Rollins, Pharoah Sanders, Alan Shorter, Ellen Christi, William Parker oder Aki Takase gespielt. Mit Evan Parker trat er auf dem Total Music Meeting auf. Er gründete die Gruppe Prima Materia, die sich der Musik von Coltrane und von Albert Ayler widmete. Mit dem japanischen Improvisationsmusiker Keiji Haino und dem Fusionmusiker Bill Laswell bildete er die Gruppe Purple Trap, die ihre Doppel-CD Decided…Already the Motionless Heart of Tranquility, Tangling the Prayer Called "I" auf John Zorns Tzadik-Label veröffentlichte. 2003 gründete er sein Rashied Ali Quintet, dessen Spiel auf drei Alben dokumentiert ist.

## Auswahldiskographie
- 1971 – New Directions in Modern Music (Knit Classics) mit Carlos Ward, Fred Simmons, Stafford James
- 1972 – Duo Exchange (Knit Classics) mit Frank Lowe
- 1973 – Swift are the Winds of Life (Knit Classics) mit Leroy Jenkins
- 1973 – Rashied Ali Quintet (Knit Classics) mit James Blood Ulmer
- 1974 – Moon Flight (Knitting Factory)
- 1980 – Afro Algonquin (Moers Music, mit Lee Rozie, Rick Rozie)
- 1994 – Peace on Earth (Knitting Factory) mit John Zorn, Allan Chase
- 1995 – Medeitations (Knitting Factory) mit Greg Murphy
- 1995 – Bells (Knitting Factory)
- 1999 – Rings of Saturn (Knitting Factory)
- 2000 – Live at Tonic (DIW) mit Wilber Morris
- 2020 – Duo Exchange: Complete Sessions (mit Frank Lowe)